# Maślak rdzawobrązowy

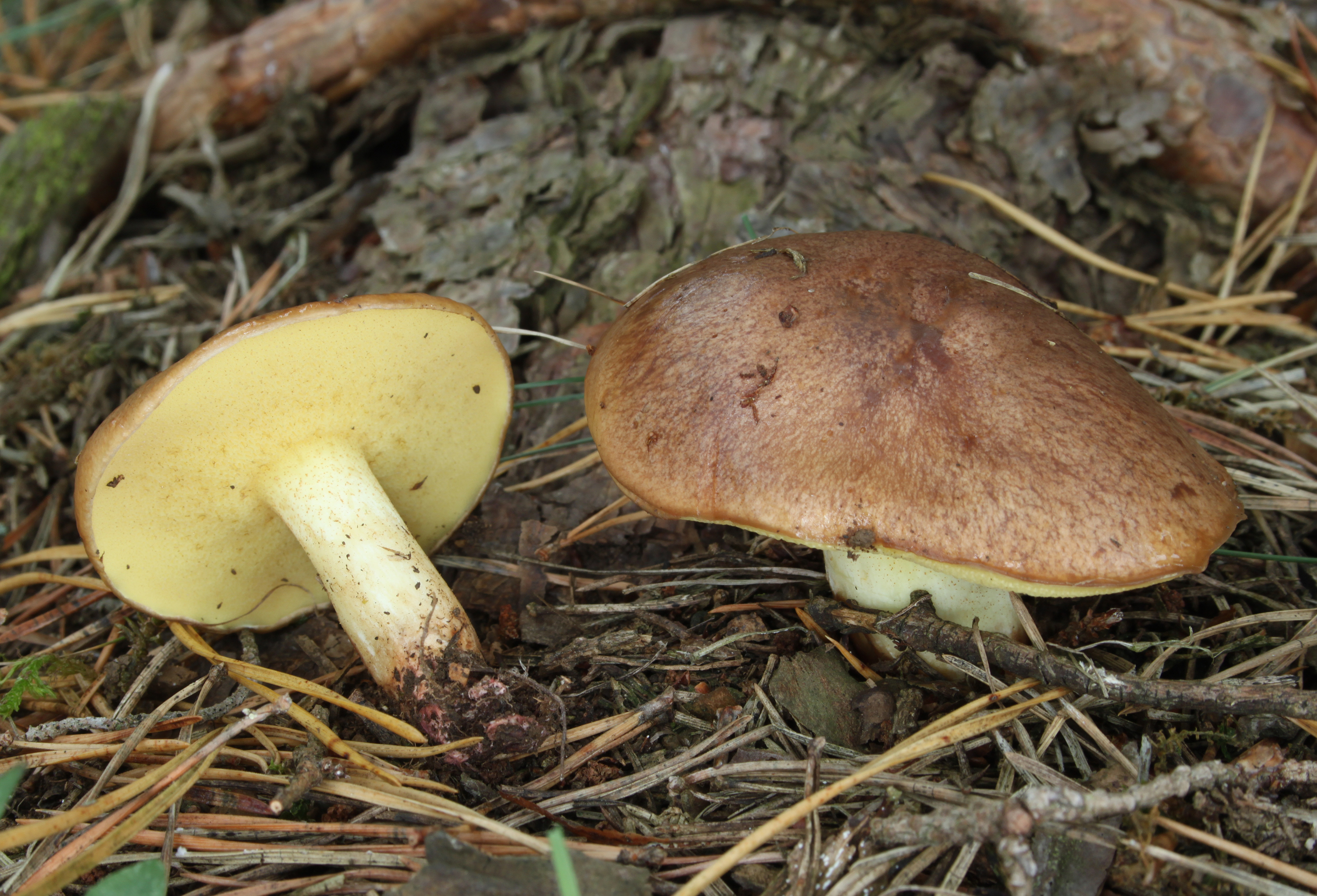

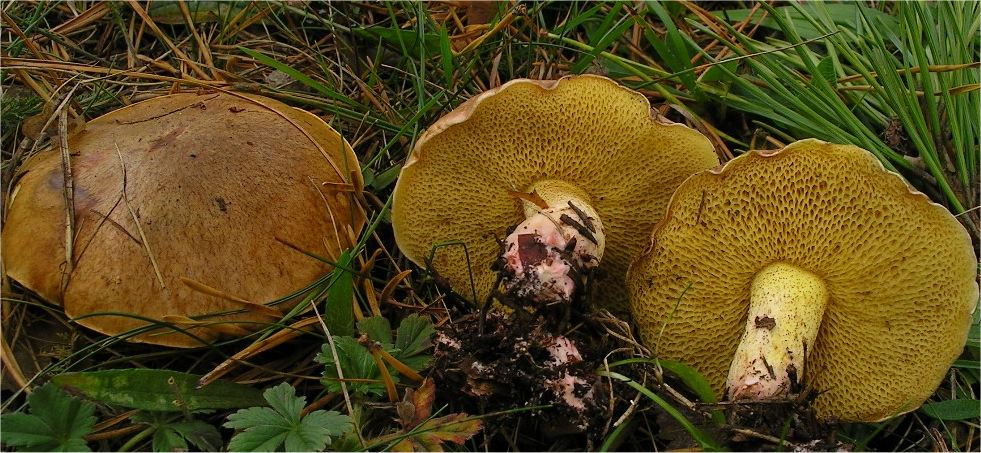

Maślak rdzawobrązowy (Suillus collinitus (Fr.) Kuntze) – gatunek grzybów z rodziny maślakowatych (Suillaceae).

## Systematyka i nazewnictwo
Pozycja w klasyfikacji według Index Fungorum: Suillus, Suillaceae, Boletales, Agaricomycetidae, Agaricomycetes, Agaricomycotina, Basidiomycota, Fungi.
Po raz pierwszy takson ten zdiagnozował w 1838 r. Elias Fries nadając mu nazwę Boletus collinitus. Obecną, uznaną przez Index Fungorum nazwę nadał mu w 1898 r. Otto Kuntze.
Niektóre synonimy:
- Boletus collinitus Fr. 1838
- Suillus fluryi Huijsman 1969
- Viscipellis collinita (Fr.) Quél. 1886

Nazwę polską podał A. Rymkiewicz w 1988 r.

## Morfologia
Kapelusz
Średnica 5–11 cm, u młodych okazów łukowaty, u starszych płaski. Powierzchnia gładka, naga i zawsze śliska. Skórka brązowrdzawa, łatwo dająca się ściągnąć od brzegów do środka kapelusza.
Rurki
Zazwyczaj wykrojone, czasami nieco zbiegające. Kolor żółty z oliwkowym odcieniem, pory u dorosłych okazów osiągają szerokość do 1,5 mm. Uciśnięte brązowieją.
Trzon
Wysokość 5–10 cm, grubość 1–2 cm, walcowaty, pełny. W górnej części jest cytrynowożółty, dołem zazwyczaj nieco rdzawy i nieznacznie pomarszczony. W dolnej części trzonu często występują różowoczerwone wybarwienia. Pierścienia brak.
Miąższ
W kapeluszu jest gruby i dość zwarty, żółtawobiałego koloru. W trzonie dość twardy, w górnej części cyutrynowożółty, w dolnej ochrowordzawy, zaś u podstawy trzonu różowawy. Smak i zapach słaby.
Wysyp zarodników
Ochrowy. Zarodniki wrzecionowato-stożkowate o rozmiarach: 8–10,5 × 3–4,5 μm.

## Występowanie i siedlisko
Głównie znany jest z Europy. Poza Europą podano jego występowanie tylko w Australii. W Polsce jest rzadki.
Występuje głównie pod dwuigłowymi sosnami, szczególnie pod sosną zwyczajną.

## Znaczenie
Grzyb jadalny.

## Gatunki podobne
Charakterystycznymi cechami maślaka rdzawobrązowego są brak pierścienia i różowa grzybnia u podstawy trzonu. Najbardziej podobny jest maślak ziarnisty (Suillus granulatus). Podobny jest też maślak zwyczajny (Suillus bovinus), ale ma ciemniejszy kapelusz, a u młodych okazów rurki zasłonięte są osłoną, z której potem tworzy się na trzonie pierścień.